# Провинција Раседна долина
Провинција Раседна долина је била једна од осам провинција Кеније до 2009. године. Према подацима из 2009. године у њој је живело 10 милиона 6 хиљада 805 становника. Површина коју је заузимала је 182 413 км2. Главни град је био Накуру.

## Географија
Рељефу провинције Раседна долина одређен је тектонским ровом Велика раседна долина који се пружа у правцу север-југ дуж читаве источне Африке. У провинцији Раседна долина се налази велики број језера: Туркана, Баринго, Богориа, Магади, Накуру, Најваша. Због велике површине територије у провинцији Раседна долина се среће више климатских типова - од саванске вегетације и полусушне климе на југу, преко подручја са довољном количином падавина у средишњем делу, до полупустиње и сушне климе на северу.

## Становништво
На подручју бивше провинције Раседна долина живе припадници више етничких група: Каленџин, Масаи, Самбуру и други.

## Привреда
Становништво на подручју бивше провинције Раседна долина је запослено највећим делом у пољопривреди (плантаже чаја) и хортикултура.

## Дистрикти
Провинција Раседна долина је 2009. године била подељена на 14 дистрикта и то: Баринго, Бомет, Каџиадо, Керичо, Лаикипиа, Мараквет, Накуру, Нанди, Нарок, Самбуру, Транснзоиа, Туркана, Јуасин Гишу и Западни Покот.